# Independence, Wisconsin
Independence là một thành phố thuộc quận Trempealeau, tiểu bang Wisconsin, Hoa Kỳ. Năm 2000, dân số của thành phố này là 1244 người.